# 吉村泰典
吉村 泰典（よしむら やすのり、1949年1月26日 - ）は、日本の医学者、産婦人科医。慶應義塾大学名誉教授。新百合ヶ丘総合病院名誉院長。専門は生殖生理学、不妊症学、臨床内分泌学。内閣官房参与（第2次安倍内閣。少子化対策・子育て支援）。日本産科婦人科学会理事長、日本生殖医学会理事長を歴任。

## 略歴
岐阜県岐阜市出身。父は日本電信電話公社の技術者、母は洋裁学校の経営者。岐阜市立木之本小学校、岐阜市立本荘中学校、岐阜県立岐阜高等学校を経て、1975年に慶應義塾大学医学部を卒業。同大学で研修医となり、以後、国立埼玉病院、横浜警友病院、慶應義塾大学医学部、浜松赤十字病院において産婦人科医として勤務。1983年よりアメリカ合衆国に留学（ペンシルバニア病院、ジョンズ・ホプキンズ大学）。
帰国後、藤田学園保健衛生大学医学部専任講師、杏林大学医学部産婦人科学助教授を経て、1995年、慶應義塾大学医学部教授に就任。
2007年から2011年まで日本産科婦人科学会理事長を務めた。また、2010年より日本生殖医学会理事長を務めている。
2012年11月、慶應義塾大学教員の中で学問水準の向上に寄与する研究業績を挙げた人物に贈られる福澤賞受賞。
2013年3月、第2次安倍内閣の内閣官房参与に就任。少子化対策・子育て支援について内閣総理大臣に情報提供・助言することなどを任務とする。
2020年9月16日、安倍晋三首相辞任に伴い、内閣官房参与を退職した。

## 主張
- 選択的夫婦別姓制度について、多様性を認める観点からも別姓と画一的に決めるのではなく選択制を取り入れるべき、として賛同している[9]。

- 2020年3月、文藝春秋においてHPVワクチンについて意見を掲載し、一人の産婦人科医として低接種を座視してきた責任を痛感していることを述べ、本ワクチンはバッシングの対象とされてきた経緯より発言することが大きな批判を浴びる可能性につながる懸念があるものの、生涯最後の仕事として接種率の向上に取り組むとの心情を吐露している[10]。